# Shereefa Lloyd
Shereefa Lloyd, jamajška atletinja, * 2. september 1982, Clarendon Park, Jamajka.
Nastopila je na olimpijskih igrah v letih 2008 in 2012 ter obakrat osvojila bronasto medaljo v štafeti 4×400 m. Na svetovnih prvenstvih je v isti disciplini osvojila srebrne medalje v letih 2007, 2009 in 2011.